# Lewko Symyrenko

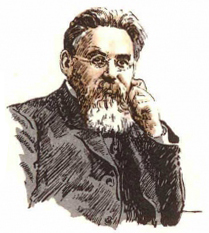
Lewko Symyrenko

Lewko Platonowytsch Symyrenko (ukrainisch Левко Платонович Симиренко; * 18. Februar 1855 in Mlijiw, Oblast Tscherkassy; † 6. Januar 1920 ebenda) war ein ukrainischer Pomologe und Obstzüchter.

## Leben und Wirken

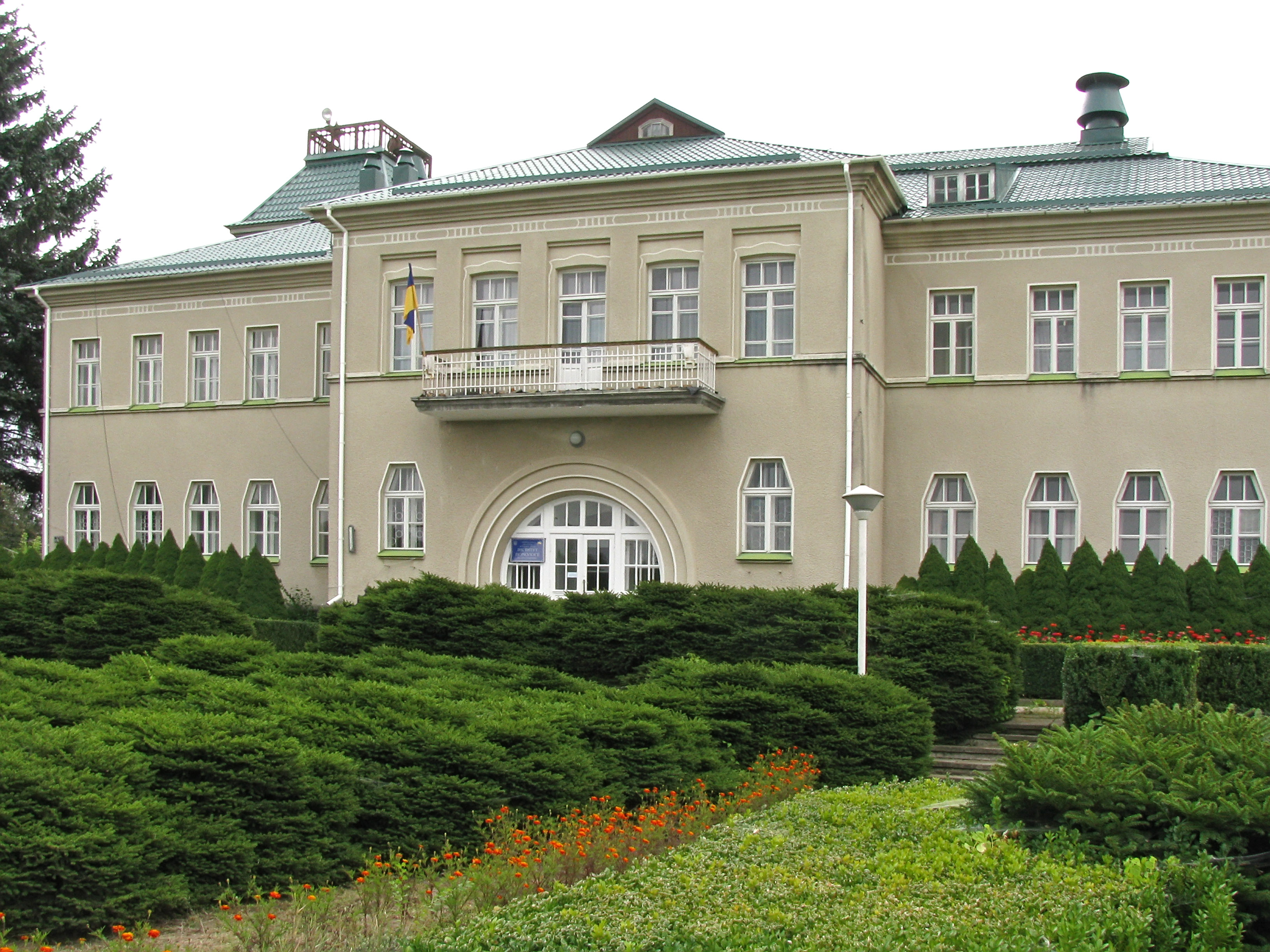
Lewko-Symyrenko-Institut für Pomologie der Nationalen Akademie der Wissenschaften der Ukraine, Mlijiw

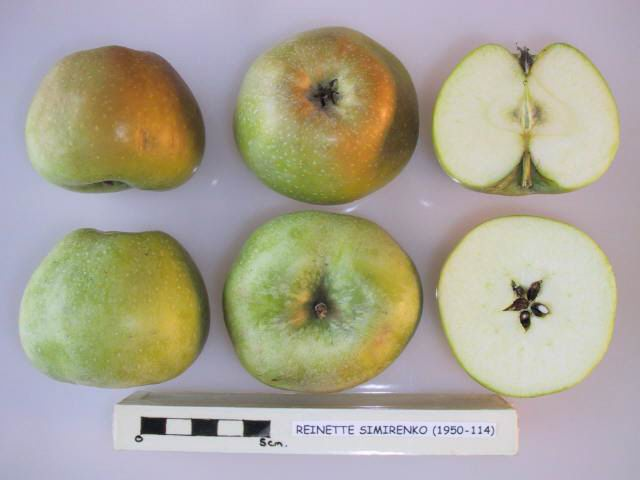
Reinette Simirenko

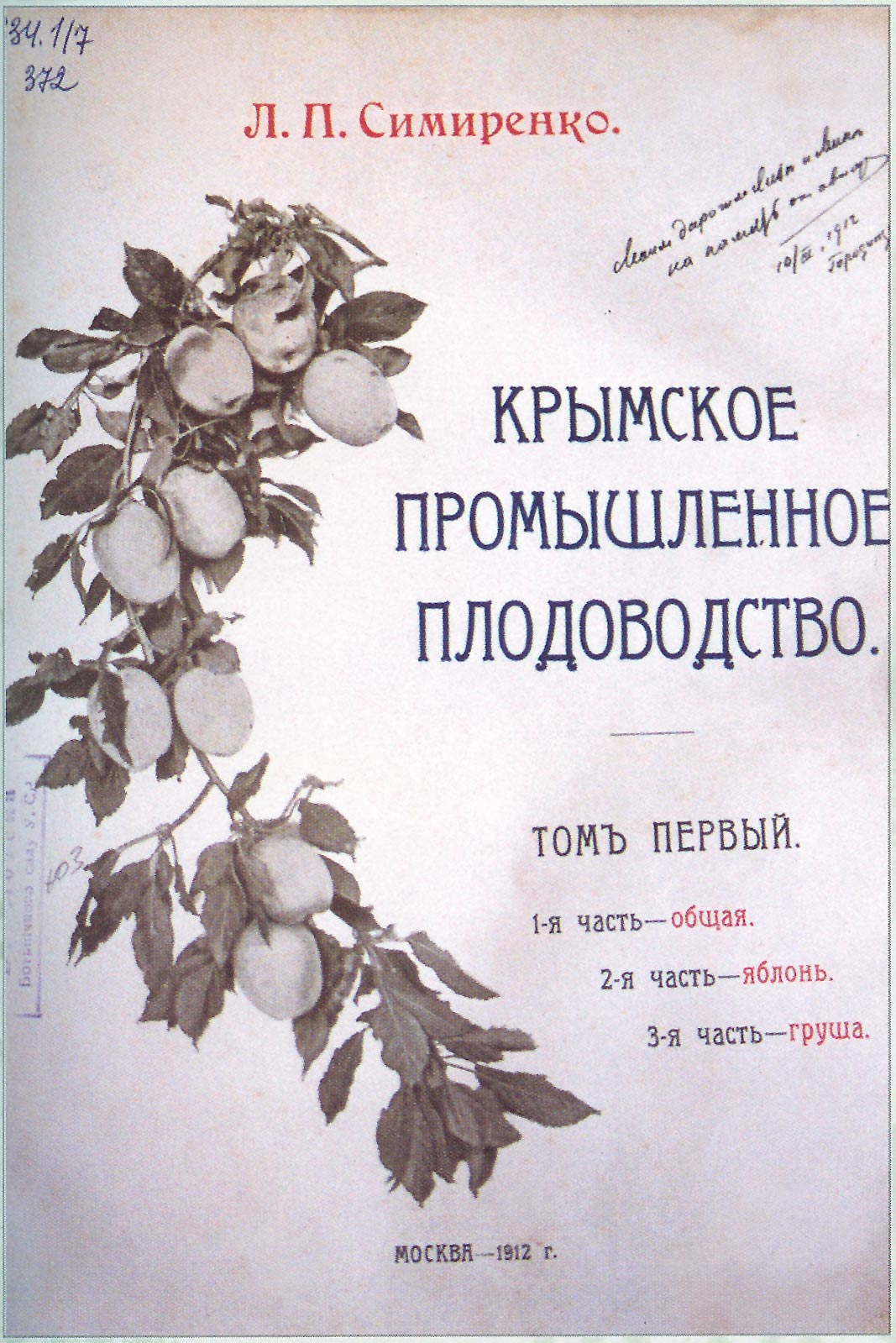
Buchcover von Industrieller Obstbau auf der Krim

Lewko Symyrenko wurde am 18. Februar 1855  in Mlijiw als Sohn des ukrainischen Zuckerproduzenten Platon Fedorowytsch Symyrenko geboren. Platon Symyrenko, Absolvent des Pariser Polytechnikums, war einer der Begründer des rationalen Gartenbaus in der Ukraine, unterstützte ukrainische Kultureinrichtungen und finanzierte 1860 die Veröffentlichung von Taras Schewtschenkos Kobsar. Lewko Symyrenko begann seine Beschäftigung mit Pflanzen bereits im Garten seines Vaters.
1874 nahm er sein Studium an der Universität Kiew auf, wurde jedoch im vierten Studienjahr wegen seiner Beteiligung an der Narodniki-Bewegung ausgeschlossen. Anschließend wechselte er an die Universität Odessa, die er 1879 abschloss. Im Jahr 1880 wurde er für seine politischen Aktivitäten verhaftet und zu acht Jahren Verbannung nach Ostsibirien verurteilt. Er war einer der ersten, der in Sibirien Obstgärten anlegte. In Krasnojarsk schuf er den Stadtpark.
Nach seiner Rückkehr in die Ukraine, wo es ihm verboten war, in großen Städten zu leben, setzte er das gärtnerische Erbe seiner Familie fort, gründete eine pomologische Baumschule und schuf eine Baumschulbank. 1912 wuchsen in seinem Garten 900 Apfelsorten, 889 Birnensorten, 350 Kirschsorten, 165 Stachelbeersträucher, 84 Pflaumensorten, 54 Walnussbäume, 36 Aprikosensorten und 15 Pfirsichsorten. Der Wissenschaftler erhielt zahlreiche bedeutende Auszeichnungen auf Ausstellungen im Russischen Reich und im Ausland, darunter 1894 die Große Goldmedaille in Paris.
Bereits als Student entdeckte Symyrenko im Garten seines Vaters einen alten Apfelbaum mit schmackhaften grün-goldenen Früchten, die er später popularisierte und in die Obstproduktion einführte. Im Herbst 1887 präsentierte er diese Sorte unter dem Namen Renet zelenyj P. F. Symyrenko (dt.: Reinette Simirenko) auf der Landwirtschaftsausstellung in Charkiw und behielt diese Bezeichnung in all seinen pomologischen Arbeiten sowie im Generalkatalog der Pomologischen Baumschule L. P. Symyrenko bei.
Zum ersten Mal besuchte Symyrenko die Krim im August 1888 und verbrachte dort einen großen Teil seines Lebens. 1891 veröffentlichte er sein Werk Industrieller Obstbau auf der Krim. Darin analysierte er die Entwicklung des Obstbaus auf der Halbinsel, berichtete über die einheimischen Krimtataren und beschrieb die Zerstörung des traditionellen Obstbaus nach der russischen Annexion der Krim unter Kaiserin Katharina II., die die fruchtbarsten Gebiete an ihre Gefolgsleute verschenkte.
Lewko Symyrenko wurde zum korrespondierenden Mitglied der Belgischen Gesellschaft für Gartenbau gewählt und 1895 zum Ehrenmitglied der Französischen Nationalen Pomologischen Gesellschaft ernannt.
In der Nacht vom 5. auf den 6. Januar 1920 wurde Lewko Symyrenko in seinem Haus in Mliiw von Tschekisten erschossen. Sein Hauptwerk Pomologie wurde erst 1961–1963 in drei Bänden veröffentlicht.

## Familie

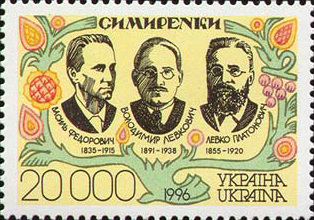
Ukrainische Briefmarke. Von links: Wassyl Fedorowytsch, Wolodymyr Lewkowysch, Lewko Platonowytsch Symyrenko

- Fedir Symyrenko (1780er Jahre–1867), Großvater, einer der ersten Zuckerfabrikanten und Unternehmer in der Ukraine[10]
- Platon Symyrenko (1821–1863), Vater, Industrieller und Zuckerfabrikant, einer der Begründer des rationalen Obstbaus in der Ukraine[11]
- Wassyl Symyrenko (1835–1915), Onkel, Industrieller und Mäzen[12]
- Wolodymyr Symyrenko (1891–1938), Sohn, Pomologe und Obstzüchter, hingerichtet durch NKWD[13]